# 戈登·馬斯登

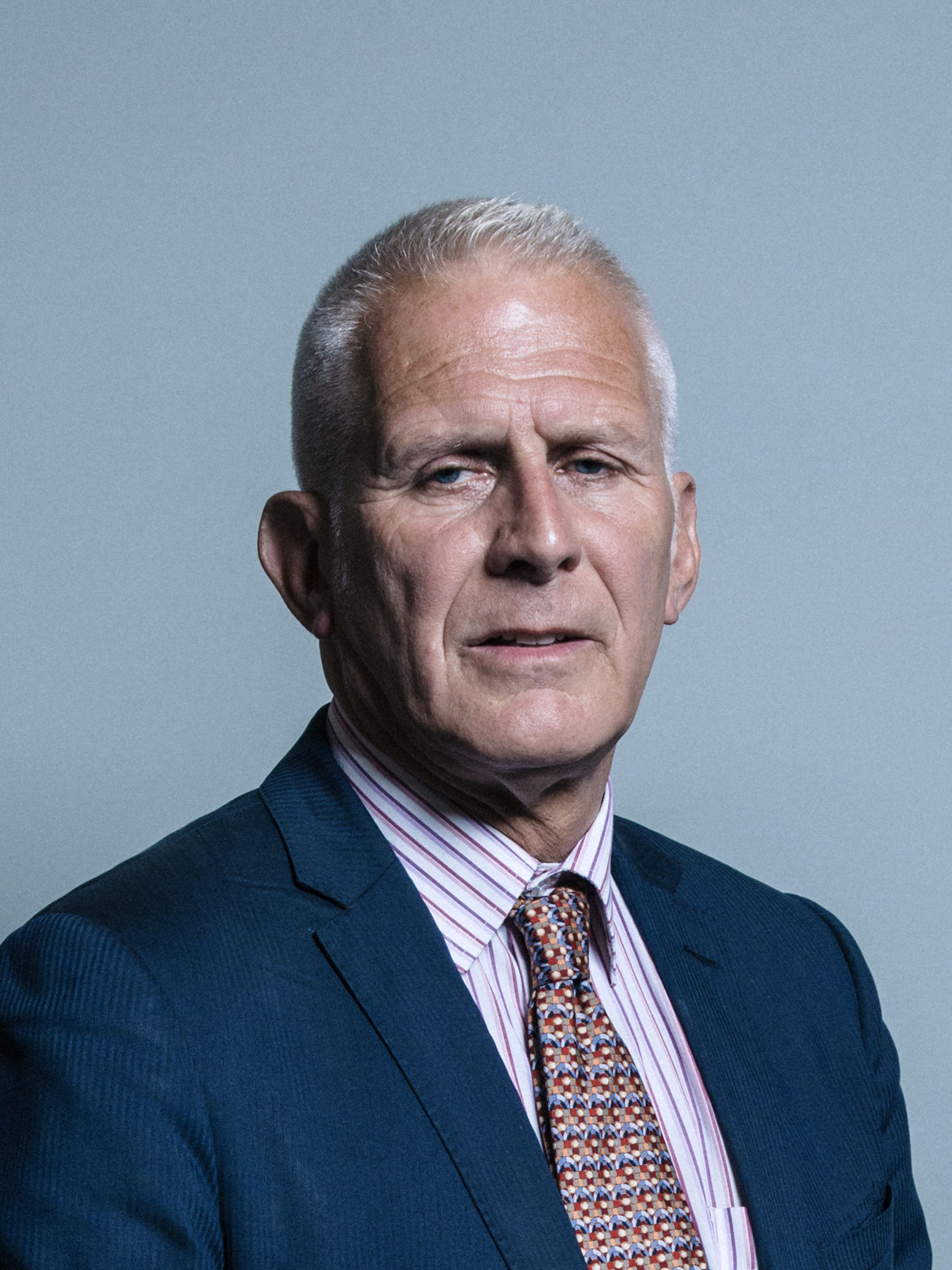
戈登·馬斯登的官方照片

戈登·馬斯登（英語：Gordon Marsden；1953年11月28日—），英格蘭政治人物，他的黨籍是工黨。自1997年開始，他擔任南黑池選區選出的英國下議院議員。他是一位已經出櫃的同性戀者。